# Bugula umbelliformis
Bugula umbelliformis är en mossdjursart som beskrevs av Yanagi och Okada 1918. Bugula umbelliformis ingår i släktet Bugula och familjen Bugulidae. Inga underarter finns listade i Catalogue of Life.